# Sint-Antoniuskapel (Roosteren)

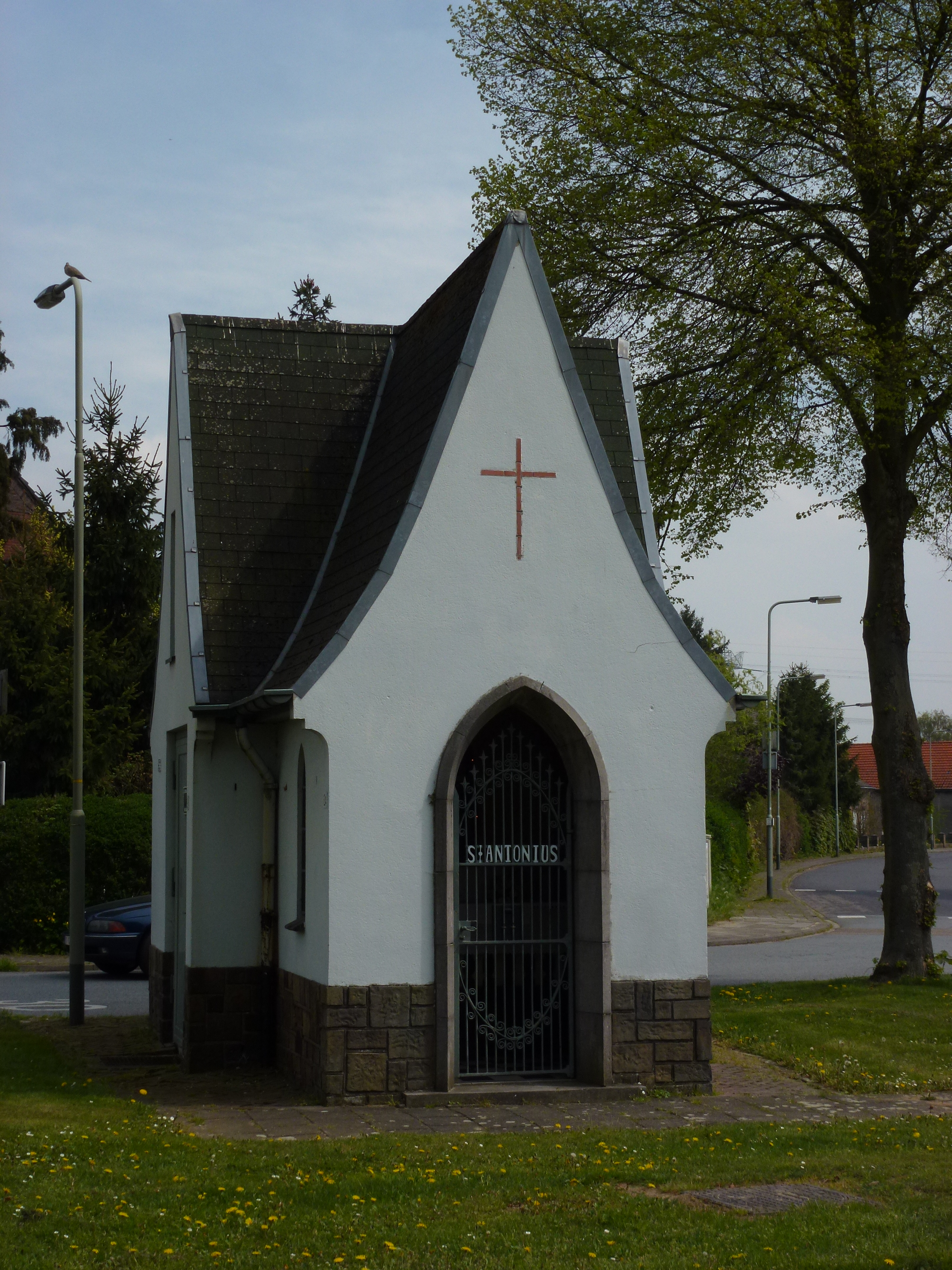
Sint-Antoniuskapel met trafohuisje

De Sint-Antoniuskapel is een kapel en transformatorhuisje in Roosteren in de Nederlands Midden-Limburgse gemeente Echt-Susteren. De kapel staat ongeveer in het midden van het dorp aan de Molenstraat waar deze uitkomt op de Maasheuvel. Op ongeveer 75 meter naar het westen staat de Sint-Jacobus de Meerderekerk.
De kapel is gewijd aan de heilige Antonius van Padua.

## Geschiedenis
Omstreeks 1932 werd de kapel gebouwd.
In 1969 werd het houten heiligenbeeld uit de kapel gestolen en werd er een nieuw Sint-Antoniusbeeld in de kapel geplaatst. Dit is het derde beeld dat de kapel siert, aangezien het eerste beeld van de kapel er een van gips was die tijdens een storm vernield werd.
Op 6 november 2001 werd de kapel ingeschreven in het rijksmonumentenregister.

## Bouwwerk
Het bouwwerk is gebouwd in traditioneel-ambachtelijke bouwstijl op een T-vormig plattegrond. In het dwarsliggende deel bevindt zich het trafohuisje, terwijl zich in het uitstekende deel aan de plantsoenzijde de kapel bevindt. Door het dwarsliggende deel lijkt de kapel een transept te hebben. Het gebouw wordt gedekt door een T-dak dat bekleed is met bitumen. De gevels zijn wit gestuukt en hebben een plint van natuursteen.
De kapel heeft een spitsboogvormige ingang die voorzien is van een hardstenen deuromlijsting en een siersmeedijzeren hek. Op het hek is in witte letters de tekst St Antonius aangebracht. Hoog in de frontgevel is een kruis gevormd door smalle ingemetselde tegels. In de beide zijgevels is een lancetvormig venster aangebracht met daarin een glas-in-loodraam en voorzien van traliewerk.
Het trafohuisje heeft aan drie zijden rechthoekige stalen deuren met boven in de twee zijgevels een rechthoekig venster voorzien van schubbladen van ijzer.
In de kapel bevindt zich een altaar waarop een beeld van de Sint-Antonius in monnikspij geplaatst is, omgeven door een spitsboogvormige lijst van lampjes. Op de wanden van de kapel heeft men wandschilderingen aangebracht met lelie- en geometrische motieven. De kapel wordt gedekt door een spits tongewelf.